# Lucas Rodríguez Pagano
Lucas Omar Rodríguez Pagano (Buenos Aires, Argentina; 22 de abril de 1979) es un exfutbolista y actual director técnico argentino. Jugaba como lateral por izquierda y su primer equipo fue Corinthians de Brasil. Su último club antes de retirarse fue Colegiales.
Fue ayudante de campo de Omar De Felippe en Vélez y actualmente también es ayudante de campo de Javier Mascherano en el Inter Miami.

## Clubes

### Como jugador
| Club                    | País      | Año       |
| ----------------------- | --------- | --------- |
| Corinthians             | Brasil    | 2000-2001 |
| Fortuna Köln            | Alemania  | 2001      |
| LB Châteauroux          | Francia   | 2002      |
| Deportivo Morón         | Argentina | 2002-2003 |
| Chacarita Juniors       | Argentina | 2003      |
| Libertad                | Paraguay  | 2004      |
| Independiente Rivadavia | Argentina | 2004      |
| Temperley               | Argentina | 2005      |
| Unión de Santa Fe       | Argentina | 2005-2006 |
| Ferro                   | Argentina | 2006-2007 |
| Olympiakos Nicosia      | Chipre    | 2007-2008 |
| Tiro Federal de Rosario | Argentina | 2008-2009 |
| Olimpo de Bahía Blanca  | Argentina | 2009-2010 |
| Unión de Villa Krause   | Argentina | 2010      |
| San Telmo               | Argentina | 2011-2012 |
| Deportivo Morón         | Argentina | 2012-2013 |
| Colegiales              | Argentina | 2013-2014 |

### Como asistente técnico
| Club            | País           | Año       |
| --------------- | -------------- | --------- |
| Vélez Sarsfield | Argentina      | 2016-2017 |
| Inter de Miami  | Estados Unidos | 2025-Act. |

### Como entrenador
| Club                         | País      | Año  |
| ---------------------------- | --------- | ---- |
| Lanús (inferiores)           | Argentina | 2015 |
| Vélez Sarsfield (inferiores) | Argentina | 2016 |
| Lanús (inferiores)           | Argentina | 2018 |

## Palmarés
| Título             | Club                   | País      | Año  |
| ------------------ | ---------------------- | --------- | ---- |
| Primera B Nacional | Olimpo de Bahía Blanca | Argentina | 2010 |